# Ataque en la línea Keiō de 2021
El ataque en la línea Keiō se desarrolló el 31 de octubre de 2021 en la estación Kokuryō de una empresa privada de tren en Tokio, el atacante iba vestido del personaje Joker, el suceso dejó a 17 personas heridas.

## Descripción
El ataque ocurrió a las 8 p. m. JST durante las celebraciones de Halloween de 2021 cerca de la estación Kokuryō en la línea Keiō en Chōfu en los suburbios occidentales de Tokio, Japón, un hombre llevó a cabo un ataque con cuchillo, ácido clorhídrico e incendio provocado en un tren subterráneo de Tokio.

## Víctimas
Hirió a 17 personas, una de ellas de gravedad. Un hombre de 24 años que portaba un cuchillo fue detenido en el lugar.